# 제주왕개미
제주왕개미는 대한민국에 한정 분포하는 종으로, 이토왕개미와 그 생김새가 매우 유사하나, 제주왕개미는 가슴부분이 붉은 갈색을 띤다. 일개미의 평균 몸길이는 3~7mm의 크기를 가지고, 병정개미의 크기는 6~10mm, 여왕개미는 약 9mm로 이토왕개미와 동일한 크기를 가진다. 제주왕개미는 생나무, 썩은 나무, 나뭇가지 등에 서식하는 수상영소성 개미이다. 수상영소성 개미의 특징 중 하나인 위성군체(수상영소성 개미는 나무에 둥지를 트다보니, 본 군체에 수용할 수 있는 개체수가 포화될시 위성군체를 만들어 군체를 확장한다.)가 발달되 있어, 군체를 발견하더라도 위성군체인 경우가 허다하다. 혼인 비행은 대개 7월에 이뤄진다.

## 같이 보기
- 한반도 개미의 종류